# 四次元への招待 (1969年)
『四次元への招待』（よじげんへのしょうたい、原題：Night Gallery）は、『ミステリー・ゾーン』（トワイライト・ゾーン）のクリエイター、ロッド・サーリングの原作小説（2&3話）とオリジナル・アイデア(1話)に基づいて製作されたアンソロジー映画。アメリカでは1968年、日本では69年に放映された。
日本では「怪奇！真夏の夜の夢」というタイトルで1969年に、NET（現テレビ朝日）の『土曜洋画劇場』（90分枠、正味74分）枠で1969年に放映。74分に収まらないため、日本では全3話中、スピルバーグが演出した第2話のみがカットされた。

## スタッフ
- 監督: ボリス・セイガル、スティーヴン・スピルバーグ、バリー・シアー
- 制作: ウィリアム・サックハイム
- 制作補：ジョン・バダム
- 原作・脚本: ロッド・サーリング
- 撮影: リチャード・バチェラー、ウィリアム・マーガリーズ
- 音楽: ビリー・ゴールデンバーグ

## 出演者
- ロディ・マクドウォール
- オシー・デイヴィス
- ジョージ・マクレディ
- ジョーン・クロフォード
- バリー・サリヴァン
- トム・ボスレー
- リチャード・カイリー
- サム・ジャッフェ
- ノーマ・クレーン